# V453 Возничего
V453 Возничего (лат. V453 Aurigae), HD 43870 — двойная звезда в созвездии Возничего на расстоянии приблизительно 2088 световых лет (около 640 парсеков) от Солнца. Видимая звёздная величина звезды — от +8,22m до +7,71m.

## Характеристики
Первый компонент — красный гигант, пульсирующая полуправильная переменная звезда (SR:) спектрального класса M3, или M2, или M5:, или M6, или Mb. Масса — около 1,813 солнечной, радиус — около 141,47 солнечных, светимость — около 2156,488 солнечных. Эффективная температура — около 3307 K.
Второй компонент — коричневый карлик. Масса — около 24,17 юпитерианских. Удалён на 1,824 а.е..